# جایزه بزرگ بریتانیا ۱۹۷۱
جایزه بزرگ بریتانیا ۱۹۷۱ (انگلیسی: ‎1971 British Grand Prix‎) یک مسابقهٔ موتوری در رشتهٔ اتومبیل‌رانی فرمول یک بود که در تاریخ ۱۷ ژوئیهٔ ۱۹۷۱ در پیست سیلورستون واقع در سیلورستون، انگلستان برگزار شد. این گراند پری در میان ۱۱ گراند پری در فصل ۱۹۷۱، مسابقهٔ شمارهٔ ۶ بود.
در این مسابقه که در ۶۸ دور و به مسافت ۳۲۰٫۳۴۸ کیلومتر (۱۹۹٫۰۵۵ مایل) برگزار شد، پول پوزیشن توسط کلی رگاتزونی کسب شد و سریع‌ترین زمان برای طی یک دور پیست که برابر با ۱:۱۹٫۹ بود نیز توسط جکی استوارت به ثبت رسید.
جکی استوارت از تیم تایرل-فورد، رونی پیترسن از تیم مارچ-فورد و امرسون فیتیپالدی از تیم لوتوس-فورد به‌ترتیب مقام‌های اول تا سوم مسابقه را کسب کردند.

## رده‌بندی قهرمانی پس از مسابقه
|       | جایگاه | راننده           | امتیاز |
| ----- | ------ | ---------------- | ------ |
|       | ۱      | جکی استوارت      | ۴۲     |
|       | ۲      | ژاکی ایکس        | ۱۹     |
| ۲     | ۳      | رونی پیترسن      | ۱۵     |
| ۵     | ۴      | امرسون فیتیپالدی | ۱۰     |
| ۲     | ۵      | ماریو اندرتی     | ۹      |
| منبع: |        |                  |        |

|       | جایگاه | سازنده     | امتیاز |
| ----- | ------ | ---------- | ------ |
|       | ۱      | تایرل-فورد | ۴۲     |
|       | ۲      | فراری      | ۲۸     |
| ۱     | ۳      | مارچ-فورد  | ۱۵     |
| ۱     | ۴      | لوتوس-فورد | ۱۳     |
| ۲     | ۵      | بی‌آرام     | ۱۲     |
| منبع: |        |            |        |

یادداشت
- تنها پنج جایگاه نخست از هر رده‌بندی نمایش داده شده‌است.